# Агріш (комуна)
Агріш (рум. Agriș) — комуна у повіті Сату-Маре в Румунії. До складу комуни входять такі села (дані про населення за 2002 рік):
- Агріш (1081 особа) — адміністративний центр комуни
- Чуперчень (523 особи)

Комуна розташована на відстані 450 км на північний захід від Бухареста, 13 км на північний схід від Сату-Маре, 130 км на північ від Клуж-Напоки.

## Населення
У 2009 році у комуні проживали 1818 осіб.